# Charles Pfizer
Karl Christian Friedrich Pfizer (Ludwigsburg, 22 marzo 1824 – Newport, 19 ottobre 1906) è stato un chimico e imprenditore tedesco naturalizzato statunitense, che fondò, assieme al cugino Charles F. Erhart, nel 1849 la Chas. Pfizer & Co. Inc., attuale Pfizer.

## Biografia
Karl Christian Friedrich Pfizer o Charles Pfizer nacque da Karl Frederick Pfizer e Caroline (nata Klotz). Come il cugino anch'egli tedesco, Karl Erhart, Pfizer nacque a Ludwigsburg, Regno del Württemberg, Germania. Emigrò negli USA nell'ottobre del 1848.
Pfizer sposò Anna Hausch, nel 1859, a Ludwigsburg, dove si recava spesso. Ebbero sei figli, cinque dei quali sopravvissero all'età adulta: Charles Jr (1860–1928), Gustavus (1861–1944), Emile (1864–1941), Helen Julia (*1866, che sposò Sir Frederick Duncan, 2nd Baronet), Alice (che sposò il Barone Bachofen von Echt d'Austria), e Ann (1875-1876).
Nel 1849, con 2.500 US$ avuti dal padre, comprò un edificio commerciale a Williamsburg (Brooklyn). Fondò la Chas. Pfizer & Co. Inc. La società produsse santonina, antiparassitario, e poi altri composti chimici.
Il socio di Pfizer, Charles F. Erhart, sposò la sorella Frances. Quando Erhart morì nel 1891, il socio Pfeizer poté comprare le sue quote al valore dimezzato, come da contratto tra soci. Pfizer pagò 119.350 US$, divenendo proprietario di tutta la società. Rimase al vertice della società per 51 anni, fino al 1900, quando l'azienda divenne incorporated. Charles Pfizer, Jr. divenne successivamente presidente e poi il fratello Emile lo seguì.
Pfizer morì nell'estate del 1906 presso la casa estiva "Lindgate", a Newport (Rhode Island). Cadde dalle scale e si ruppe un braccio. Morì poche settimane più tardi.